# Кваліфікаційний іспит на знання японської мови

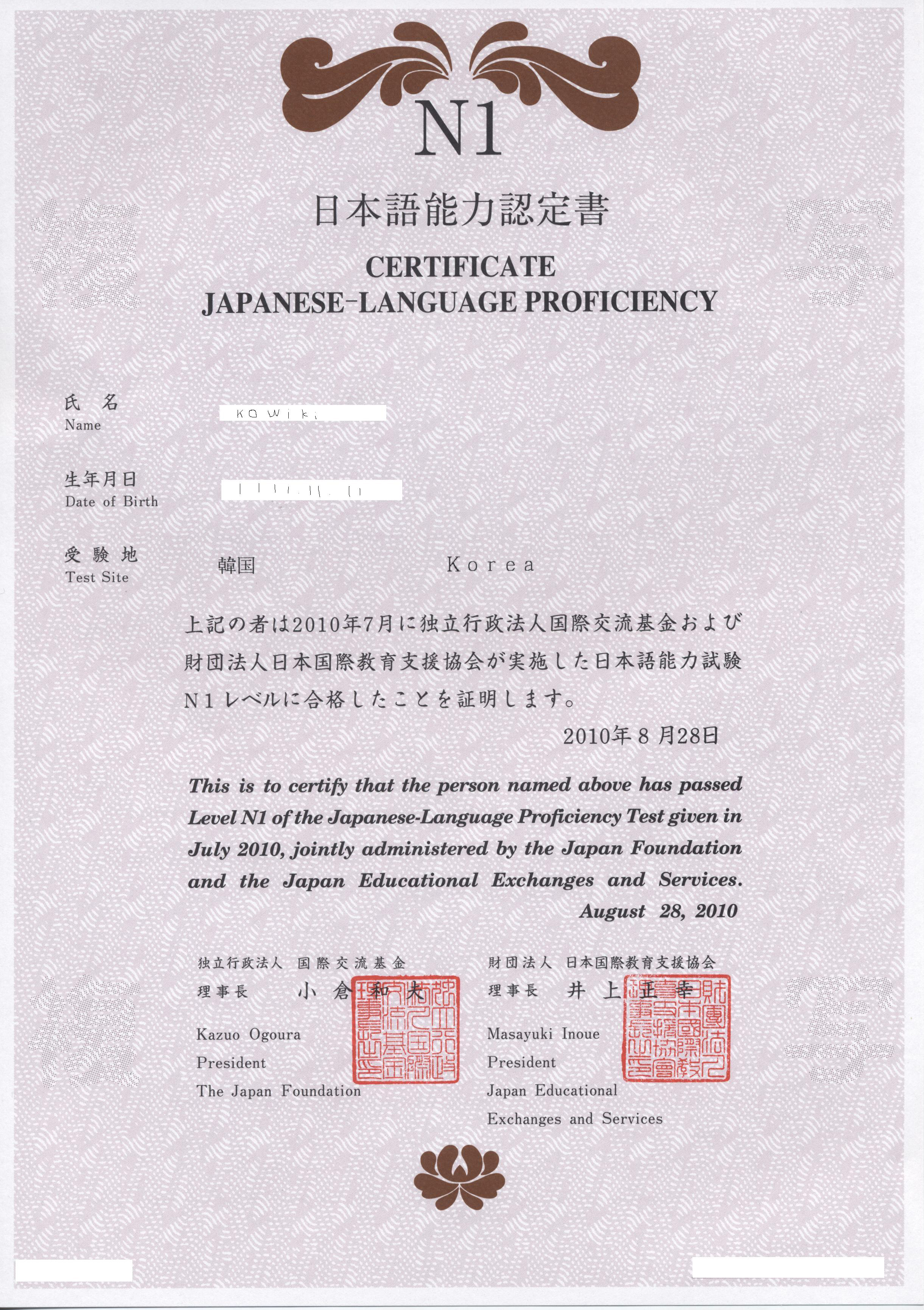
Зразок сертифіката Кваліфікаційного іспиту на знання японської мови (перший рівень)

Кваліфікаці́йний і́спит на знання́ япо́нської мо́ви (яп. 日本語能力試験, にほんごのうりょくしけん, МФА: [nihongo noːɾʲoku ɕi̥keɴ]; англ. Japanese Language Proficiency Test, JLPT) — головний іспит з визначення рівня володіння японською мовою. Проводиться щорічно з 1984 року для осіб, для яких японська мова не є рідною. Організований Японською асоціацією допомоги міжнародної освіти та Японським фондом, автономним органом Міністерства закордонних справ Японії. Станом на 2011 рік проводиться в 62 країнах. Проводиться в один і той же день в усіх країнах-учасницях, за винятком країн Східної Азії, де він проводиться двічі на рік. У разі успішного складання іспиту його учасник отримує сертифікат міжнародного зразка, що визнається більшістю японських організацій, за винятком навчальних закладів. На території Японії іспит проводить Японська асоціація сприяння міжнародній освіті, за її межами - Японський фонд. Літній іспит проводиться у першу неділю липня, зимовий - у першу неділю грудня.
Іспит є стандартизованим тестом і містить п'ять рівнів складності, серед яких учасник може обрати найбільш близький до своїх можливостей. П'ятий рівень, найлегший, вимагає знання незначної кількості лексичних одиниць, вміння читати прості речення, у той час як перший, найскладніший, вимагає вільного володіння мовою.

## Історія
Кваліфікаційний іспит на знання японської мови було запроваджено у 1984 році для забезпечення зростаючої потреби іноземних громадян у офіційному засвідченні їхніх знань. В першому тестуванні взяло участь близько 7000 осіб. До 2003 року для роботи в японських навчальних закладах був необхідний сертифікат Кваліфікаційного іспиту на знання японської мови, однак з 2003 вони приймають результати лише Ніхон рюгаку сікен. Починаючи з 2009 року іспит проводиться двічі на рік: взимку і влітку, але лише для 1-го, 2-го і 3-го рівнів в країнах Східної Азії. У 2010 році через завелику різницю між 3-м і 2-м рівнями запровадили проміжний рівень і всього рівнів стало п'ять.

## Зміст
Зміст іспиту регламентується Специфікацією змісту іспиту (яп. 出題基準, Сюцудай кідзюн), вперше опублікованою у 1994 році та частково перегляненою у 2002 році. Цей документ, за винятком англомовного вступу, повністю написано японською мовою, він містить списки слів, ієрогліфів, виразів та граматики, необхідної для складання кожного рівня іспиту. Згідно зі Специфікацією, іспит проводиться у формі тесту, у якому учасник лише має обрати один варіант з кількох можливих, писати щось японською мовою не потрібно.
Незалежно від рівня, екзамен складається з трьох частин: лексика і ієрогліфіка, аудіювання і розуміння, читання і розуміння - граматика. Максимальна кількість балів фіксована, відрізняється лише кількістю часу, відведеного на кожен розділ.

### Лексика і ієрогліфіка
Дана частина екзамену складається в середньому з 35-40 питань, у яких потрібно визначити правильний ієрогліф, обрати відповідний запис катаканою чи хіраганою, а також підібрати відповідне слово до поданого речення.

### Аудіювання і розуміння
Складається з двох частин, в одній з яких при відповіді на кожне питання учасник має обрати правильну картинку з чотирьох запропонованих, використовуючи інформацію, отриману з діалогу, запис якого програється під час екзамену. Друга частина аналогічна першій, за винятком того, що картинки відсутні, а варіанти відповіді зачитуються разом із діалогом. Запис із завданнями програється один раз і за жодних обставин не може бути поверненим до попередніх запитань.

### Читання і розуміння - граматика
Містить 20-30 запитань з граматики японської мови і таку ж кількість запитань, базованих на розумінні речень і текстів. Тут можуть міститися завдання, де необхідно заповнити пропуски в діалозі, чи дати відповідь на запитання, пов'язані зі змістом.

### Часові обмеження
Загальний час, відведений на іспит, і його частини зазначено у таблиці нижче.
| Рівень | Лексика й ієрогліфіка | Аудіювання й розуміння | Читання й розуміння | Всього |
| ------ | --------------------- | ---------------------- | ------------------- | ------ |
| 5      | 25 хв                 | 30 хв                  | 50 хв               | 105 хв |
| 4      | 25 хв                 | 25 хв                  | 50 хв               | 100 хв |
| 3      | 35 хв                 | 35 хв                  | 70 хв               | 140 хв |
| 2      | 35 хв                 | 40 хв                  | 70 хв               | 145 хв |
| 1      | 45 хв                 | 45 хв                  | 90 хв               | 180 хв |

Варто зазначити, що часові рамки іспиту доволі жорсткі і не передбачають тривалого обмірковування запитань, тому у разі ускладнень наполегливо рекомендується перейти до виконання наступних завдань та повернутись до пропущених запитань пізніше. Кожен розділ починається та закінчується одночасно всією групою учасників, достроковий перехід до наступної частини не дозволяється.